# 呂青玄
呂青玄（1985年11月08日—）是一名越南女演員及電視名人。 她是電視真人秀比賽《21世紀女人》第一季的冠軍。

## 影视作品

### 電影
| 年份 | 片名                        | 角色         | 備註   | 导演 | 合作演员 |
| 2015 | 《歸來者》 （Người trở về） | 阿𨗠（Mây）  | 女主角 |      |          |
| 2017 | 《海之眼》 （Mắt biển）     | 阿銀（Ngân） | 女主角 |      |          |

### 電視劇
| 年份 | 片名                                     | 角色             | 備註   | 导演 | 合作演员 |
| 2004 | 《鬼针草》 （Hoa xuyến chi）             | 阿欄（Lán）      | 女配角 |      |          |
| 2006 | 《向著太陽走》 （Đi về phía mặt trời）   | 阿陽（Dương）    | 女配角 |      |          |
| 2007 | 《白鈴蘭》 （Linh lan trắng）            | 鈴蘭（Linh Lan） | 女主角 |      |          |
| 2008 | 《小天使》 （Thiên thần bé nhỏ）         | 玲珊（Linh San） | 女主角 |      |          |
| 2013 | 《太師陳守度》 （Thái sư Trần Thủ Độ）   | 靈慈國母         | 女主角 |      |          |
| 2020 | 《愛情與野心》 （Tình yêu và tham vọng） | 慧琳（Tuệ Lâm）  | 女主角 |      |          |

1. ↑  . NLD.   [2020-10-10]. （原始内容存档于2021-09-24）.
2. ↑  . Vietnamnet.   [2020-10-10]. （原始内容存档于2021-09-24）.